# David Berg
David Brandt Berg (ur. 18 lutego 1919 w Oakland, Kalifornia, zm. 1 października 1994 w Costa de Caparica, Portugalia) – amerykański pastor ewangelikalny, twórca ruchu religijnego Rodzina.
Syn Hjalmera Emmanuela Berga i Virginii Lee Brandt. Po ukończeniu w 1935 szkoły średniej, a następnie szkoły biznesu w Monterey, rozpoczął (podobnie jak ojciec) pracę w gminie ewangelikalnej. Pierwszym miejscem jego pracy było Valley Farms w Arizonie, gdzie pełnił funkcję ministra; został jednak stamtąd usunięty w związku z błędami doktrynalnymi i skandalem seksualnym, w którym uczestniczył. W latach 1954–1968 pracował w szkole misjonarskiej swojego przyjaciela Freda Jordana w Miami na Florydzie; utracił jednak pracę oskarżany o agresywne metody prozelityzmu.
W 1968 udał się do Kalifornii do środowiska hipisów, gdzie prowadził udaną i bardzo niekonwencjonalną ewangelizację. Założył ruch Nastolatki dla Chrystusa (później nazwa zmieniana na Dzieci Boga, Rodzina Miłości, Rodzina, a ostatnio na Międzynarodowa Rodzina), skupiający środowiska kontestatorskie i przeciwne formalnym Kościołom i dotychczasowej religijności. Jako przywódca grupy używał imion: Dawid Mojżesz, Król Dawid, Ojciec Dawid, MO (lub Mo- skrót od Mojżesz), Tata, Dziadek.